# Jardim das Margaridas
O Jardim das Margaridas é um bairro localizado entre São Cristóvão e o Aeroporto Internacional de Salvador.

## História
Há uma história que circula entre os mais antigos moradores onde conta que o bairro Jardim das Margaridas a mais ou menos um século e meio foi uma aldeia indígena, dizem ainda que uma parte do condomínio foi construída sobre um cemitério indígena.[carece de fontes?]
Por um período, quando a cidade de Lauro de Freitas ainda se chamava Santo Amaro de Ipitanga essa área do Jardim das Margaridas pertenceu a família da "Baiana", assim conhecida pelo acarajé ainda comercializado no bairro.
Após isso a C.E.F. (Caixa Econômica ndomínio, deralo Condomíne Margaridas que fazia parte do bairro de São Cristovão, as casas tinham todas um mesmo padrão, com o muros baixos.
O condomínio cresceu e hoje é um bairro que faz parte da cidade de Salvador. Dentre outros locais, possui um grande clube privativo a ASFEB (Associação do Fiscais do Estado da Bahia).[carece de fontes?]